# Мокін Віталій Борисович
Мокін Віталій Борисович (нар. 3 вересня 1974 року, м. Вінниця) — український науковець, завідувач кафедри системного аналізу та інформаційних технологій (САІТ) Вінницького національного технічного університету (ВНТУ), доктор технічних наук (2006), професор (2007), директор Інституту магістратури, аспірантури та докторантури (2000-2014).

## Життєпис
Віталій Борисович Мокін народився 3 вересня 1974 року у місті Вінниці. Закінчив Вінницьку фізико-математичну гімназію № 17. У 1996 році закінчив Вінницький державний технічний університет.

## Професійна діяльність
- 2000 — завідувач науково-дослідної лабораторії екологічних досліджень та екологічного моніторингу
- 2005 — завідувач кафедри моделювання та моніторингу складних систем (ВНТУ)
- 2005 — захист докторської дисертації на тему "Математичні та геоінформаційні моделі для моніторингу річкових вод та управління процесами їх очищення" зі спеціальності "Математичне моделювання та обчислювальні методи"
- 2000-2014 — директор Інституту магістратури, аспірантури та докторантури (на громадських засадах)
- 2006 — захист дисертації на здобуття наукового ступеня доктора технічних наук на тему “Математичні та геоінформаційні моделі для моніторингу річкових вод та управління процесами їх очищення” зі спеціальності 01.05.02 – “Математичне моделювання та обчислювальні методи” у спецраді у НАН України (м. Київ)
- 2009-2010 — позаштатний радник міністра охорони навколишнього природного середовища України
- 2009-2019 — позаштатний радник голів Державного агентства водних ресурсів України
- 2014-2016 — голова громадської ради при Мінприроди
- 2018-2024 — голова басейнової ради Південного Бугу, до складу якої входили представники 7 областей басейну – органів влади, місцевого самоврядування, екологічних установ, громадських організацій, заповідників, найбільших підприємств-забруднювачів вод
- З 2021 — керує робочою групою факультету інтелектуальних інформаційних технологій та автоматизації ВНТУ з Інтернету речей та технологій Sigfox.

## Наукові ступені та вчені звання
- 1998 — кандидат технічних наук
- 2006 — доктор технічних наук
- 2007 — отримав вчене звання професора.

## Наукові та експертні здобутки
Автор більше 400 наукових публікацій, у тому числі біля 20 монографій (одна, спільна зі шведами, видана українською та англійською мовами), більше 350 публікацій у виданнях з міжнародних наукометричних баз даних, у тому числі більше 20 у Scopus (видання США та ЄС) та більше 10 у Web of Science Core Collection, 5 підручників, у тому числі 4 із грифом МОН України, біля 30 навчальних посібників, у т.ч. 2 із грифом МОН України. Має біля 50 свідоцтв про реєстрацію авторських прав на комп’ютерні програми.
Кількість цитувань у Google Scholar – більше 1200, у Scopus – більше 50, у тому числі, (індекс Хірша дорівнює 4), у Web of Science Core Collection – біля 10 (індекс Хірша дорівнює 2).
Виконав більше 50 науково-дослідних робіт, переважно госпдоговірних, у межах фінансування проектів ООН, Єврокомісії, TACIS, Держводагентства та його басейнових і обласних управлінь, Держекоінспекції, Мінприроди, Мінпаливенерго, МОН України та Вінницької, Донецької, Кіровоградської, Полтавської, Рівненської та Сумської облрад і облдержадміністрацій.
Першим в Україні отримав звання “Kaggle Notebooks Grandmaster” – гросмейстер з номінації розробки програм-ноутбуків у міжнародній платформі Kaggle (від Google) зі штучного інтелекту та Data Science.
З 2007 — затверджений Єврокомісією старшим експертом від України у 2-х проектах TACIS "Управління басейнами трансграничних річок: Фаза 2 для басейну Сіверського Донця" та "Управління басейнами трансграничних річок: Фаза 2 для ріки Прип'ять".
З 2005 — член Міжвідомчої робочої групи з розгляду Державної програми моніторингу довкілля України (наказ міністра охорони навколишнього природного середовища України №196 від 31.05.2005).
З 2007 — член Міжвідомчої комісії з моніторингу довкілля Вінницької області.
З 2009 — член Науково-технічної ради Державного агентства водних ресурсів України.
2010 — член дорадчого комітету при Вінницькій міськраді зі сталого енергоефективного розвитку міста Вінниці.
2011-2012 — експерт проєкту Програми розвитку ООН та Глобального екологічного фонду «Реалізація Стратегічної програми дій для басейну Дніпра з метою зменшення забруднення стійкими токсичними забруднюючими речовинами».
З 2014 — 2016 — член громадської ради при Мінприроди та у ній – був Головою Комісії з питань освіти, науки та євроінтеграції, Головою Комісії з впровадження інформаційних технологій в систему управління довкіллям та природокористуванням.
З 2014-2017 — був експертом проєкту ОБСЄ по управлінню водними ресурсами з урахуванням зміни клімату у басейні р. Дністер. У 2011 р. був експертом проєкту ПРООН/ГЕФ “Реалізація Стратегічної програми дій для басейну Дніпра з метою зменшення забруднення стійкими токсичними забруднюючими речовинами”. Протягом 2009-2014 рр. був експертом україно-шведського проєкту зі створення Плану управління річковим басейном Південного Бугу відповідно до вимог Водної Рамкової Директиви ЄС.
Є членом редколегій наукових фахових ІТ-журналів України «Вісник Вінницького політехнічного інституту» (Index Copernicus, фаховий в Україні Категорії Б), «Наукові праці Вінницького національного технічного університету» (Категорія Б).
2020 — член Робочої групи з математичного моделювання проблем, пов’язаних з епідемією коронавірусу SARS-CoV-2 в Україні (базова установа – Інститут проблем математичних машин і систем НАН України).
2020 — отримав статус Грандмайстра “Kaggle Notebooks Grandmaster” – гросмейстер з номінації розробки програм-ноутбуків у міжнародній платформі Kaggle (від Google) зі штучного інтелекту та Data Science (усього у Kaggle більше 16 млн учасників з усього світу).

## Підготовка наукових кадрів
Віталій Борисович Мокін є членом спеціалізованої вченої ради із захисту докторських дисертацій зі спеціальності 05.13.06 – “Інформаційні технології” у ВНТУ з 2007 року (деякий час був у ній зі спеціальності 01.05.02). Був членом спеціалізованої вченої ради із захисту докторських дисертацій зі спеціальності 01.05.02 – “Математичне моделювання та обчислювальні методи” в Інституті телекомунікацій та глобального інформаційного простору НАН України протягом 2009-2021 рр.
Підготував 8 PhD (кандидатів технічних наук) зі спеціальності 05.13.06 "Інформаційні технології".

## Нагороди
- 2005 — Лауреат Премії Кабінету Міністрів України за внесок молоді у розбудову держави в номінації "За наукові досягнення" (постанова Кабінету Міністрів України №487 від 21.06.2005)[5].
- 2007 — нагороджений нагрудним знаком "За наукові досягнення" (наказ Міністра освіти і науки України № 453-к від 15 травня 2007 р.).
- 2010 — нагороджений Почесною грамотою Кабінету Міністрів України №19831 від 28 квітня 2010 р.
- 2008 — Стипендіат Верховної Ради України[6].
- 2017 —  нагороджений Подякою Міністерства освіти і науки України.
- 2016 — нагороджений Орденом «За заслуги 2-го ступеню Громадською радою при Мінприроди України за наукові досягнення й громадську роботу у сфері ІТ в екології[7].
- 2016 — дипломом «Еколог року-2016» — Громадської ради при Мінекології України нагородили  професора Мокіна дипломом «Еколог року-2016».
- 2019 — нагороджений Грамотою Міністерства освіти і науки України
- 2024 — нагороджений Почесною грамотою від департаменту гуманітарної політики Вінницької обласної військової адміністрації[8].
- 2024 - нагороджений нагрудним знаком Міністерства освіти і науки України «Відмінник освіти»[9]

За програми-ноутбуки на Python з AI/ML/DL має 20 золотих, 16 срібних і 69 бронзових медалей. У номінації Kaggle Competitions посідає 380-520 місця (6 медалей). У номінації Kaggle Datasets — єдиний в Україні має звання Kaggle Datasets Grandmaster і посідає місця 16-70 (19 медалей), у номінації Kaggle Discussions — місця 90-350 (більше 300 медалей).

## Напрямки наукової діяльності
- наука про дані, технології машинного навчання та штучного інтелекту,
- інтелектуальні технології аналізу даних та зображень,
- комп’ютерна лінгвістика та оброблення природномовного тексту (NLP),
- методологія та технології створення і впровадження інформаційних систем для моніторингу складних систем, контролю, моделювання, прогнозування та управління станом довкілля і природокористуванням,
- наукові та практичні аспекти застосування сучасних інформаційних технологій, у тому числі геоінформаційних технологій, у різних галузях (транспорт, енергетика, містобудування, екологія, біологія, медицина, бізнес-процеси та ін.),
- системний аналіз,
- веб-технології,
- Інтернет речей
- створення систем підтримки прийняття рішень,
- Data Mining та ін[11].

Розробив технологію просторово-орієнтованого представлення даних про стан довкілля та процес природокористування, інформаційну технологію інтегрування математичних моделей у геоінформаційні системи екологічного моніторингу.

## Викладання дисциплін
Викладає дисципліни, пов’язані з системним аналізом, інформаційними технологіями моніторингу та аналізу даних, інтернетом речей та інтелектуальним аналізом даних.

## Монографії, підручники та навчальні посібники
- Мокін, В. Б. Інформаційна технологія інтегрування математичних моделей у геоінформаційні системи моніторингу поверхневих вод : монографія / В. Б. Мокін, Є. М. Крижановський, М. П. Боцула. – Вінниця : ВНТУ, 2011. – 152 с. — ISBN 978-966-641-394-2.
- Мокін, В. Б. Інформаційна технологія проектування систем обробки даних спостережень якості вод : монографія / В. Б. Мокін, А. Р. Ящолт, М. П. Боцула. — Вінниця : ВНТУ, 2010. — 203 c.
- Мокін В. Б. Математичні моделі та програми для оцінювання якості річкових вод : монографія / В. Б. Мокін, Б. І. Мокін. – Вінниця : Універсум-Вінниця, 2000. — 152 с.
- Моніторинг довкілля : підручник / В. М. Боголюбов, М. О. Клименко, В. Б. Мокін та ін. ; МОН України, ВНТУ. – Вінниця : ВНТУ, 2010. – 233 с. – ISBN 978-966-641-373-7.
- Методи та засоби комп’ютерних обчислень : електронний навчальний посібник / Є. М. Крижановський, В. Б. Мокін, Г. В. Горячев, І. В. Варчук ; ВНТУ, кафедра системного аналізу, комп'ютерного моніторингу та інженерної графіки. – Вінниця : ВНТУ, 2016.
- Системний аналіз та проектування ГІС / Є. М. Крижановський, В. Б. Мокін, А. Р. Ящолт, Л. М. Скорина. – Вінниця : ВНТУ, 2015.
- Мокін, Б. І. Математичні методи ідентифікації динамічних систем : навчальний посібник / Б. І. Мокін, В. Б. Мокін, О. Б. Мокін ; МОН України, ВНТУ. – Вінниця : ВНТУ, 2011.
- Методи оцінювання та засоби автоматизації розрахунку складо-вих  водогосподарського  балансу  районів  річкових  басейнів України:  монографія [Електронний ресурс] / В.   Б.   Мокін, В. В. Гре-бінь, Є. М. К рижановський. – Вінниця : ВНТУ, 2023.  – (PDF, 168 с.)
- Мокін, Б. І. Навчальний посібник для опанування студентами способів розв'язання задач з функціонального аналізу мовою Python. Ч. 1 / Б. І. Мокін, В. Б. Мокін, О. Б. Мокін ; ВНТУ. – Вінниця : ВНТУ, 2022.
- Мокін, Б. І. Функціональний аналіз, адаптований до прикладних задач в галузі інформаційних технологій : навчальний посібник / Б. І. Мокін, В. Б. Мокін, О. Б. Мокін ; ВНТУ. – Вінниця : ВНТУ, 2020. – 192 с. – ISBN 978-966-641-796-4
- Мокін, Б. І. Функціональний аналіз, адаптований до прикладних задач в галузі інформаційних технологій : навчальний посібник / Б. І. Мокін, В. Б. Мокін, О. Б. Мокін ; ВНТУ. – Вінниця : ВНТУ, 2020. – ISBN 978-966-641-796-4.
- Мокін, Б. І. Методологія та організація наукових досліджень : підручник / Б. І. Мокін, О. Б. Мокін, В. Б. Мокін ; ВНТУ. – Вінниця : ВНТУ, 2023. – 230 с.
- Мокін, В. Б. Математичні моделі для контролю та управління якістю річкових вод : монографія / В. Б. Мокін ; МОН України. – Вінниця : "УНІВЕРСУМ-Вінниця", 2005. – 172 с. – ISBN 966-641-128-8.
- Мокін, В. Б. Програмування на мові Borland Turbo Pascal 7.0. Лабораторний практикум : навчальний посібник  / В. Б. Мокін ; МО України. – Вінниця : ВДТУ, 2000. – 68 с.
- Мокін, В. Б. Інформаційна технологія аналізу та оптимізації топологічної спостережуваності багатозв'язних геоінформаційних систем [Електронний ресурс] : монографія / В. Б. Мокін, І. В. Варчук, Є. М. Крижановський. – Електрон. текст. дан. (4,04 Мб). – Вінниця : ВНТУ, 2019. – 1 електрон. опт. диск (CD-ROM). – ISBN 978-966-641-765-0
- Мокін, В. Б. Інформаційна ГІС- інтегрована технологія оцінювання параметрів викидів речовин за даними оперативного моніторингу забруднення атмосферного повітря : монографія / В. Б. Мокін, Г. В. Горячев, Д. Ю. Дзюняк ; ВНТУ. – Вінниця : ВНТУ, 2018. – 100 с. – ISBN 978-966-641-741-4
- Мокін, В. Б. Інформаційна технологія інтегрування математичних моделей у геоінформаційні системи моніторингу поверхневих вод : монографія / В. Б. Мокін, Є. М. Крижановський, М. П. Боцула ; ВНТУ. – Вінниця : ВНТУ, 2011. – 152 с. – ISBN 978-966-641-394-2
- Мокін, В. Б. Інформаційна технологія проектування систем обробки даних спостережень якості вод : монографія / В. Б. Мокін, А. Р. Ящолт, М. П. Боцула ; ВНТУ. – Вінниця : ВНТУ, 2010. – 202 с. – ISBN 978-966-641-374-4
- Петрук, В. Г. Основи науково-дослідної роботи : навчальний посібник / В. Г. Петрук, Є. Т. Володарський, В. Б. Мокін ; МОН України. – Вінниця : УНІВЕРСУМ-Вінниця, 2006. – 144 с. – ISBN 966-641-164-4.
- Петрук, В. Г. Основи науково-дослідної роботи : навчальний посібник / В. Г. Петрук, Є. Т. Володарський, В. Б. Мокін ; МОН України. – Вінниця : УНІВЕРСУМ-Вінниця, 2006.
- Наукові засади раціонального використання водних ресурсів України за басейновим принципом : монографія / В. А. Сташук, В. Б. Мокін, В. В. Гребінь, О. В. Чунарьов ; ДАВР України, МОН України, ВНТУ ; за ред. В. А. Сташука. – Херсон : Грінь Д. С., 2014. – 320 с. – ISBN 978-617-7123-89-6.
- Слободянюк, О. В. Формування вмінь студентів з інженерної і комп'ютерної графіки в умовах дистанційного навчання : монографія / О. В. Слободянюк, В. Б. Мокін, Б. І. Мокін ; ВНТУ. – Вінниця : ВНТУ, 2016. – 208 с. – ISBN 978-966-641-679-0.

## Профілі
1. Scopus Author ID: 21741188200 Scopus
2. Researcher ID: G-4925-2015 Web of Science
3. ORCID: 0000-0003-1946-0202 ORCID
4. Профіль у Google Scholar Google Scholar

## Хобі
- Бадмінтон (був чемпіоном Вінницької області у 1999 р.)
- Рисування акрилом на холсті (вже було 2 виставки, частина картин — у приватних колекціях). Одна картина подарована Басейновому управлінню водних ресурсів Південного Бугу у м. Вінниці на День Південного Бугу 16 травня 2015 р. На картині зображений Південний Буг"[14].